# Saleh Benyettou
Saleh Benyettou ou Salah Benito (en arabe : صالح بنيطو), né en 1956 dans la province de Béni-Mellal, est un haut fonctionnaire marocain.
En 2010, il est nommé gouverneur de la province de Figuig.